# ハインリヒ・シュルツ

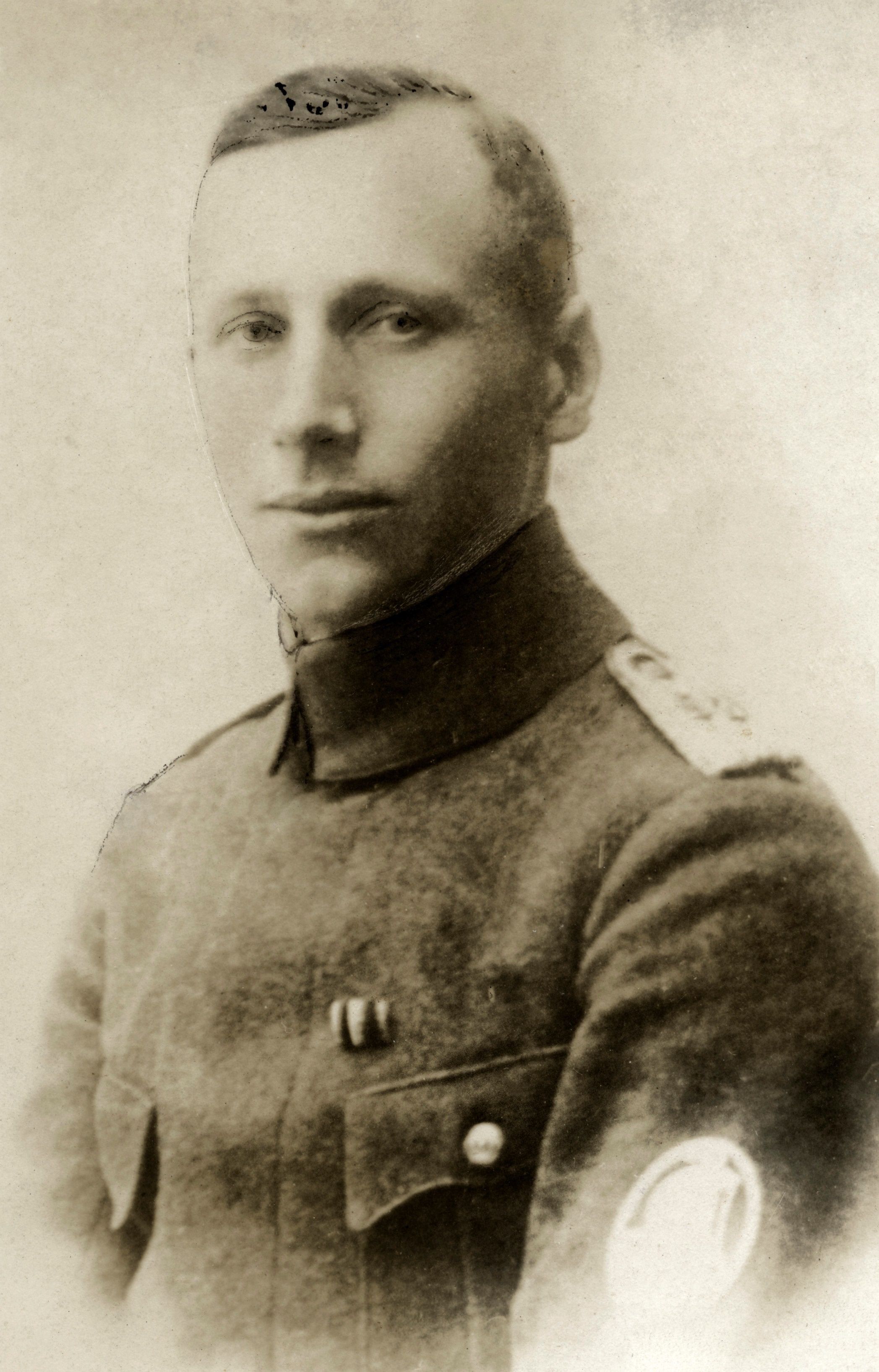
コンスルに所属するシュルツ(1921年)

ハインリヒ・エルンスト・ヴァルター・シュルツ（Heinrich Ernst Walter Schulz, 1893年7月21日 - 1979年6月5日）は、ドイツの軍人、政治活動家、テロリスト。1921年8月26日、ハインリヒ・ティレッセンと共に政治家マティアス・エルツベルガーを暗殺したことで知られる。

## 経歴

### 若年期から第一次世界大戦の敗戦まで
1893年、ザールフェルトにて生を受ける。彼は地元の市民学校（Bürgerschule）に4年、実科ギムナジウム（Realgymnasium）に4年、イェーナの高等実科学校（Oberrealschule）に3年通った。それから1年間ほど商人見習いとして働いた後、地元ザールフェルトの機械工場や鉄鋳造工場で働いた。
第一次世界大戦が勃発すると陸軍に志願入隊する。敗戦までに3度負傷し、複数の勲章等を受章している。1918年12月、ルドルシュタットにて少尉（Leutnant）として動員解除の通達を受ける。
復員後は実家に戻り、土木作業員や鉄鋳造工場の工員として働いた。しかしヴァイマル共和国の不安定な情勢の中でシュルツもまた政治的に傾倒し、1919年4月にはエアハルト海兵旅団に参加した。エアハルト海兵旅団は元海軍少佐ヘルマン・エアハルトに指導されたフライコールで、赤色勢力への対抗を掲げていた。参加後はミュンヘン、ホーフ、ベルリンでの活動に参加した。1920年3月、カップ一揆の際にはベルリンの官庁街への突入に参加している。
海兵旅団解散後の1921年4月、事実上の後継組織であるコンスルに参加。以後は共和国政府に対する各種テロ活動に関与していく。

### エルツベルガーの暗殺
1921年8月26日、シュルツは元海軍少尉ハインリヒ・ティレッセンと共にバート・グリーズバッハにて中央党所属の政治家、マティアス・エルツベルガー元財務相を襲撃、殺害した。エルツベルガーは1918年11月11日にドイツ側首席全権として連合国側との休戦協定に調印していた為、コンスルを始めとする右派からは「11月の罪人」（Novemberverbrecher）の1人として激しい憎悪を向けられていたのである。

### 逃亡と移住
エルツベルガー暗殺後、シュルツはティレッセンと共にハンガリーへと逃れ、さらにヘルマン・ベルヒトルド（Hermann Berchtoldt）の暗殺を計画した。1924年に逮捕される。ハンガリー政府はドイツ側からの身柄引き渡し要請を拒否したものの、シュルツの釈放後に追放処分を下している。その後、彼はイタリア王国、南西アフリカ、スペイン領ギニアを移り住み、1926年から1932年までは農場主として働いた。1932年または1933年、マラリアに罹患して療養するべくバルセロナに移る。1933年3月または4月、マラリア完治後にドイツへと帰国した。

### ナチス・ドイツ
パウル・フォン・ヒンデンブルク大統領が署名した1933年3月21日の特赦令に基づき、シュルツは帰国後もエルツベルガー暗殺事件に関する刑事処分を免れた。
1933年5月または6月、シュルツは親衛隊（SS）に入隊し、その後しばらくはバイエルンの政治警察部ミュンヘン支局に勤務した。シュルツが主張するところによれば、この時期には彼がSS保安部（SD）への異動を拒否したことによるラインハルト・ハイドリヒとの対立があったという。
1933年末から1934年にかけて、シュルツは親衛隊少尉としてカッセルの第30親衛隊地区（SS-Abschnitt XXX）に幕僚長（Stabsführer）として勤務した。上官との衝突からこの職を追われた後、コブレンツの上級親衛隊地区「ライン」本部の管理部門で勤務する。1936年1月、アーロルゼンにあった新設の親衛隊上級地区「フルダ＝ヴェラ」本部に移る。当初は管理部門に勤務していたが、1938年までに厚生部門へと移っている。国家社会主義ドイツ労働者党（NSDAP, ナチ党）への入党は1937年6月だった。彼は一般親衛隊での勤務を続け、親衛隊中佐まで昇進した。
1940年4月15日、武装親衛隊に所属を移す。同年からカッセルの第2軍管区（Wehrkreis II）における武装SSおよび警察の厚生将校（Fürsorgeoffizier）として勤務。その後、敗戦までいくつかの福利厚生の関連部局で勤務し、戦傷を負った武装SS隊員への支援や、戦死者の親族への報告などを行っていた。また、銃後の武装SS隊員の家族に対する支援も彼の任務であった。武装SS隊員としての最終階級は武装SS中佐で、敗戦時の上官はヨシアス・ツー・ヴァルデック＝ピルモントSS大将だった。

### 敗戦後

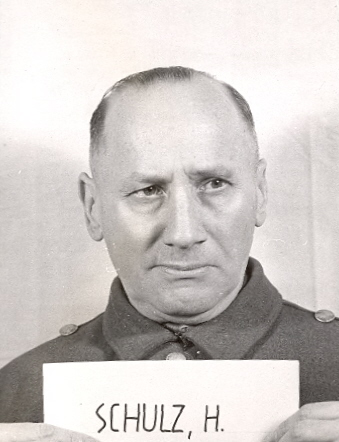
マグショットのシュルツ（1947年）

1945年5月、アメリカ軍によって逮捕される。ニュルンベルク裁判には被告人ではなく証人として呼び出されたが、証言の中でエルツベルガー暗殺への関与が明らかになった。1946年11月、バーデン州司法長官は占領当局に対してシュルツの身柄をバーデンの司法当局に引き渡すようにと要請を行った。しかし非ナチ化プロセスにおける手続きが優先され、この中でシュルツはまず労働収容所での懲役8年を言い渡された。1949年12月、シュルツの身柄がドイツ側へと引き渡される。彼はオッフェンブルクの拘置所に送られた。
1950年7月17日から19日まで、オッフェンブルク地方裁判所にてエルツベルガー暗殺事件に関する裁判が行われた。この裁判にはティレッセンが証人として呼び出されており、彼は自らが主犯だと主張してシュルツを擁護した。しかし、最終的にはエルツベルガーを死に至らしめた至近距離からの頭部への銃撃のうち少なくとも1発はシュルツが発砲したものと判断された。シュルツには殺人ではなく故殺（Totschlag）について有罪とされ、懲役12年が言い渡された。
1952年12月22日、特赦により釈放。以後はフランクフルト・アム・マインにて暮らした。1979年にエルトヴィレ・アム・ラインにて死去。